# Воцмуш, Александр
Александр Воцмуш, (род.  1967, Омск) — современный российский художник-акварелист.

## Биография
Александр Воцмуш (имя при рождении Александр Шумцов) родился в Омске в 1967 году. Когда ему было четыре года, семья переехала в Севастополь: закрытый завод, на котором работали родители, переводили из Сибири в Крым.
В детстве обучался в первой Севастопольской художественной школе в классе Михаила Михайловича Гурьева.
В 1985—1987 годах обучался в Симферопольском Крымском художественном училище.
После прохождения службы в армии, в 1989 году поступил в Москву на отделение мультипликации во ВГИК к Вадиму Владимировичу Курчевскому. Во время обучение взял псевдоним Аруш Воцмуш — палиндром к имени Шумцов Шура, но позднее отказался от Аруша из-за неблагозвучности.
На втором курсе в 1991 году Александр оставил обучение из-за скуки при выполнении обязательных заданий.
Был женат на дизайнере Виктории Кудрявцевой, в данный момент в браке с художницей Дарьей Рыбиной, с которой имеет сына.
Пишет прозу, песни и сценарии к артхаусным короткометражным фильмам. С 2008 года является организатором музыкальных групп «Желе» и «Воцмуш-бенд».

## Творчество
С 1997 года проводит регулярные экспозиции в выставочных залах Центрального Дома Художника и принимает участие в ярмарках в Манеже в Москве.
В 1998 году принял участие в фестивале «Artlink: International Young Art Programme», организованного Сотбис в Тель-Авиве.
В 2015 году  получил серебряную медаль  на «Международной биеннале акварельной живописи» в Шэньчжэне.
В 2016 году был приглашён в члены жюри  «Международной акварельном конкурсе и выставке» на Тайване.
Член Союза художников России.
Член добровольного объединения художников «Международный художественный Фонд».
Член некоммерческой организации «International Federation of Artists», UNESCO.

## Техника
Использует немецкую акварель «Horadam aquarell» фирмы «Schmincke» в тубах и французскую хлопковую бумагу Arches Satin итальянской фирмы Canson. Подписи и обводки сделаны цанговым карандашом с разноцветным грифелем «Magic» фирмы Koh-i-Noor Hardtmuth.
Работает только при дневном свете.
Техника живописи основывается на обильном использовании маскирующей жидкости, кистей-флейц для размывки, акварельных карандашей «Mondeluz» фирмы Koh-i-Noor Hardtmuth, сцарапывания краски ногтем. Изображает минимальное количество деталей, основывая выразительность на линиях или пятнах.